# Eitweger Schimmelzug
Der Eitweger Schimmelzug ist ein traditioneller Brauch im Lavanttal (Kärnten), der alle vier Jahre im Ort Eitweg stattfindet, zuletzt am 11. Februar 2024. Dieses Ereignis zieht Tausende von Besuchern an und symbolisiert das Ende des Winters.

## Ursprung und Geschichte
Der Ursprung dieses einzigartigen Brauchtums reicht weit zurück und wird kontinuierlich gepflegt, um die Tradition lebendig zu halten.
Der Schimmelzug geht auf alte alpenländische Traditionen zurück, die das symbolische Vertreiben des Winters zum Ziel hatten. Historisch lässt sich der Brauch in Eitweg bis ins Jahr 1923 zurückverfolgen, als der erste dokumentierte Schimmelzug in St. Ulrich stattfand. Ein Zimmerer soll den Brauch damals aus der Steiermark mitgebracht haben. Seit 1954 hat sich der Schimmelzug in seiner heutigen Form etabliert, wobei er sich über die Jahrzehnte weiterentwickelt hat. Seit 1980 findet er konsequent alle vier Jahre (in Schaltjahren) statt, zumeist am Faschingssonntag.
Die nächste Veranstaltung ist für das Jahr 2028 geplant.

## Ablauf und Symbolik
Im Mittelpunkt steht der „Schimmel“, ein weißes Pferd, das den Winter verkörpert. Es wird von zwei Personen unter einem Tuch dargestellt und von einem Rossführer geführt, der den widerspenstigen Schimmel bändigen muss. Der Umzug beginnt typischerweise in Gemmersdorf und führt nach Eitweg. Wichtige Stationen sind das „Schimmelwassern“ (ein Fruchtbarkeitssymbol) und das abschließende „Schimmelschlagen“, bei dem der Schimmel symbolisch geschlachtet wird, um den Winter zu vertreiben und den Frühling einzuläuten.
Begleitet wird der Schimmel von einer Vielzahl traditioneller Figuren, darunter:
Habergeißen, Perchten und Hexen: Gestalten der Finsternis, die den Winter repräsentieren.
Tierarzt, Fleischhauer und Händler: Sie feilschen um den Schimmel in einem improvisierten Schauspiel.
Andere folkloristische Charaktere wie das Korbweib oder das Tschurtschnklauberweibal, die regionale Geschichte und Symbolik widerspiegeln.
Der Schimmelzug lockt regelmäßig Tausende von Besuchern (oft zwischen 5000 und 6000) aus der Region und darüber hinaus an.